# Alessandro Malaguti
Pour les articles homonymes, voir Malaguti.
Alessandro Malaguti, né le 22 septembre 1987 à Forlì, est un coureur cycliste italien.

## Palmarès
- 2008
  - Coppa Mobilio Ponsacco (contre-la-montre)
  - 2e du Gran Premio Folignano
- 2009
  - Grand Prix San Giuseppe
  - 3e du Giro del Cigno
- 2010
  - 2e de la Coppa in Fiera San Salvatore
  - 3e de la Coppa Caivano
- 2011
  - 5e étape du Tour d'Uruguay
- 2013
  - Route Adélie de Vitré
- 2014
  - 1re étape du Tour de Hokkaido
  - 2e du Tour de Hokkaido
- 2016
  - 3e du Tour du Maroc

## Résultats sur les grands tours

### Tour d'Italie
1 participation
- 2015 : 154e

## Classements mondiaux
| Année            | 2008 | 2009 | 2010 | 2011 | 2012 | 2013 | 2014 |
| ---------------- | ---- | ---- | ---- | ---- | ---- | ---- | ---- |
| UCI America Tour |      |      |      | 113e |      |      |      |
| UCI Asia Tour    |      |      |      |      |      |      | 77e  |
| UCI Europe Tour  | 415e | 334e |      |      |      | 97e  |      |